# أرسينيو بينيتيز
أرسينيو بينيتيز (بالإسبانية: Arsenio Benítez)‏ هو لاعب كرة قدم ومدرب كرة قدم باراغواياني في مركز الهجوم، ولد في 14 ديسمبر 1971 في لوكي في باراغواي. شارك مع منتخب باراغواي الأولمبي لكرة القدم ومنتخب باراغواي لكرة القدم.

## وصلات خارجية
- أرسينيو بينيتيز على موقع الاتحاد الدولي (مؤرشف)  (الإنجليزية)
- أرسينيو بينيتيز على موقع قاعدة بيانات كرة القدم.إي يو (الإنجليزية)
- أرسينيو بينيتيز على موقع ناشيونال فوتبول تيمز (الإنجليزية)
- أرسينيو بينيتيز على موقع أوليمبيديا (الإنجليزية)